# Élections parlementaires zimbabwéennes de 2008
Des élections législatives se sont tenues au Zimbabwe le 29 mars 2008, conjointement avec une élection présidentielle. Il s'agissait d'élire les 120 membres (sur 150) élus de l'Assemblée, ainsi que les 60 membres (sur 93) élus au suffrage universel direct du Sénat.
Les résultats ont constitué un revers pour le président Robert Mugabe, puisque son parti (ZANU-PF) a perdu sa majorité parlementaire pour la première fois de l'histoire postcoloniale du Zimbabwe. Trois sièges restent à pourvoir, les élections dans trois circonscriptions ayant été reportées à la suite du décès de candidats. Toutefois, ces trois circonscriptions ne peuvent fournir une majorité au ZANU-PF, auquel il manque huit sièges.
Mais le 13 avril, la Commission électorale zimbabwéenne annonce qu'il y aura un recompte des voix dans 23 circonscriptions, dont 22 à la demande du ZANU-PF et une à la demande du MDC. Les résultats des élections législatives autant que présidentielles dans ces circonscriptions pourraient être remis en question. Un porte-parole du MDC a déclaré que son parti ne reconnaîtrait pas les résultats issus du recompte: « Pour nous, cela reviendrait à accepter des résultats truqués. Ils détiennent les urnes depuis deux semaines, et ils ont dû les bourrer de voix en leur faveur. ».

## Résultats

### Assemblée
Chaque circonscription électorale élit un député, au scrutin uninominal majoritaire à un tour.
| parti                                                  | % des voix | sièges |
| ------------------------------------------------------ | ---------- | ------ |
| Mouvement pour le changement démocratique – Tsvangirai | 42,88 %    | 99     |
| ZANU-PF                                                | 45,94 %    | 97     |
| Mouvement pour le changement démocratique – Ncube      | 8,39 %     | 10     |
| Parti du peuple uni                                    | 0,30 %     | 0      |
| Candidats indépendants                                 | 2,25 %     | 1      |

Les onze autres partis inscrits ont chacun obtenu moins de 0,1 % des voix, et aucun siège.

### Sénat
Chaque circonscription électorale élit un député, au scrutin uninominal majoritaire à un tour. Le ZANU-PF a obtenu 30 sièges, le Mouvement pour le changement démocratique (MDC) en a obtenu 24, et la branche dissidente du MDC, 6.